# Mickhausen
Mickhausen település Németországban, azon belül Bajorországban. Lakosainak száma 1394 fő (2023. december 31.).

## Népesség
A település népessége az elmúlt években az alábbi módon változott:
| Lakosok száma | 422  | 748  | 545  | 1102 | 1371 | 1386 | 1399 | 1387 | 1418 | 1394 |
|               | 1875 | 1950 | 1975 | 1987 | 2012 | 2014 | 2016 | 2017 | 2021 | 2023 |